# Igreja Presbiteriana Coreana no Exterior
A Igreja Presbiteriana Coreana no Exterior (IPCE) (em inglês:  Korean American Presbyterian Abroad) é uma denominação presbiteriana fundada nos Estados Unidos e Canadá em 1976, por imigrantes coreanos membros da Igreja Presbiteriana na Coreia (TongHap).

## História
Devido a migração de coreanos para os Estados Unidos e Canadá, a Igreja Presbiteriana na Coreia (TongHap) formou presbitérios na América do Norte. Em 1976, três presbitérios votaram por se separar da denominação coreana e constituir uma denominação nacional.
Originalmente, a denominação se chamava "Igreja Presbiteriana Coreana na América", mas mudou de nome para "Igreja Presbiteriana Coreana no Exterior" em 2012. Uma das principais causas da mudança foi a fundação de presbitérios em vários continentes, razão pela qual "na América" não refletia a realidade geográfica da igreja.
A a denominação cresceu continuamente entre o ano de sua fundação e 2002. Em 2003, tinha 302 igrejas e 55.000 membros.
Em 2014, a denominação atingiu seu pico, com 67.802 membros. Desde então, começou a declinar.
Em 2023, tinha 20 presbitérios, 417 igrejas, 1.039 pastores, 463 presbíteros, 327 evangelistas e 53.182 membros batizados.

## Doutrina
A igreja subscreve a Confissão de Fé de Westminster, Catecismo Maior de Westminster e o Breve Catecismo de Westminster. Além disso, permite a ordenação de mulheres.

## Relações intereclesiásticas
A IPCA é membro da Comunhão Mundial das Igrejas Reformadas e possui relacionamento próximo com a Igreja Presbiteriana (EUA).